# Haemaphysalis heinrichi
Haemaphysalis heinrichi är en fästingart som beskrevs av Schulze 1939. Haemaphysalis heinrichi ingår i släktet Haemaphysalis och familjen hårda fästingar. Inga underarter finns listade i Catalogue of Life.